# Dingwall (circonscription du Parlement d'Écosse)
Pour les articles homonymes, voir Dingwall.
Dingwall dans le Ross-shire était une circonscription de Burgh qui a élu un Commissaire au Parlement d'Écosse et à la Convention des États.
Après les Actes d'Union de 1707, Dingwall, Dornoch, Kirkwall, Tain et Wick ont formé le district de Tain, envoyant un membre à la Chambre des communes de Grande-Bretagne.

## Liste des commissaires de burgh
- 1661–63, 1669–70: Alexander Bayne, provost  [1]
- 1672–74: Rodrick McKenzie, avocat à Édimbourg[1]
- 1665 convention, 1667 convention: non représenté
- 1678 convention: Hugh Mackenzie, marchand-bourgeois [2]
- 1681–82: Sir Donald Bayne de Tulloch [3]
- 1685–86: Donald Dingwall, doyen de la guilde [4]
- 1689 convention, 1689–1693: Kenneth Mackenzie, bourgeois marchand, bailli (disqualifié en 1698) [5]
- 1698–1702: Robert Stewart de Tillicoultry, commissaire d'Édimbourg[6]
- 1702–07: John Bayne le cadet de Tulloch [7]